# ハワイ大神宮
ハワイ大神宮（布哇大神宮、ハワイだいじんぐう、Daijingu shrine of Hawaii）は、アメリカ合衆国ハワイ州オアフ島ホノルル市に鎮座する神社（神明神社）。ホノルル大神宮とも呼ばれる。オアフ島最古の神社である。

## 祭神
- 主祭神
  - 天照皇大神
  - 天之御中主神
- 相殿
  - 八百万命神
  - 米国国祖ジョージ・ワシントン
  - カメハメハ大王

## 歴史
- 1903年（明治36年）、高知の移民千屋松恵がホノルルのアアラ・レーンに創祀。
- 1907年（明治40年）、日本から川崎正郷を宮司として迎える。
- 1946年（昭和21年）6月、生熊記内・田原亀雄がアメリカ本土抑留から帰還し、布哇大神宮神教院として再出発。
- 1947年（昭和22年）4月4日、ヤング街2307の新社殿に移転し、20日遷座祭を斎行。
- 1951年（昭和26年）11月、注連柱・常夜燈を復旧。
- 1954年（昭和29年）5月11日、サンフランシスコ講和条約締結により、ホノルル敵国人財産管理局よりハワイ大神宮とウヒアワ分院の土地建物代金が返還される。
- 1957年（昭和32年）新境内地を購入し、翌年9月新社殿完成。[1]

## 交通アクセス
アラモアナセンターから55番・57番・57A番のTheBusで約20分。クイーン・エマ・サマー・パレスの奥にある。